# James Burke (boxe anglaise)
Pour les articles homonymes, voir Burke et James Burke.
James Burke est un boxeur anglais combattant à mains nues né le 8 décembre 1809 et mort le 8 janvier 1845 à Londres.

## Carrière
Il commence sa carrière professionnelle en 1828 par un match nul en 50 reprises contre Ned Murphy. Le 30 mai 1833, dans un combat particulièrement brutal, il met KO l'irlandais Simon Byrne au 99e round (après 3h16 d'affrontement) et revendique le titre de champion d'Angleterre des poids lourds. Ce dernier mourra 3 jours plus tard de ses blessures. Jem Ward, l'ancien champion de la catégorie qui s'est entretemps retiré des rings conteste cette auto-proclamation mais fera tout pour éviter d'en découdre avec Burke.

## Distinction
- James Burke est membre de l'International Boxing Hall of Fame depuis 1992.